# Nidda (Talmoed)
Nidda (Hebreeuws: נדה, letterlijk toestand van onreinheid) is een traktaat (masechet) van de Misjna en de Talmoed. Nidda is het zevende traktaat van de Orde Tohorot (Seder Tohorot) en beslaat tien hoofdstukken. De term nidda wordt ook gebruikt voor de zogeheten onreinheid van een vrouw tijdens de menstruatie.
Het traktaat Nidda behandelt aspecten van de periodieke onreinheid van vrouwen en kraamvrouwen en is gebaseerd op de Hebreeuwse Bijbel, Leviticus 12 en 15:19 vv. Het traktaat Nidda bevat Gemara (rabbijns commentaar op de Misjna) en is onderdeel van zowel de Babylonische als de Jeruzalemse Talmoed. Het traktaat bevat 73 folia in de Babylonische Talmoed en 13 in de Jeruzalemse Talmoed.
De vermeende onreinheid van een vrouw tijdens de menstruatie heeft geleid tot de gewoonte onder orthodoxe joden om geen handen te schudden met vrouwen en om niet met vrouwen te dansen. Een man kan immers niet weten of de vrouw ongesteld is. Ook zal een gehuwde man in het openbaar nooit zijn affectie aan zijn vrouw tonen. Daarmee beschermt hij haar privacy; zo zal niemand weten op welk moment zij menstrueert. 
De nidda wordt opgeheven als de vrouw zichzelf gereinigd heeft na onderdompeling in het mikwe.